# Albert Wildauer

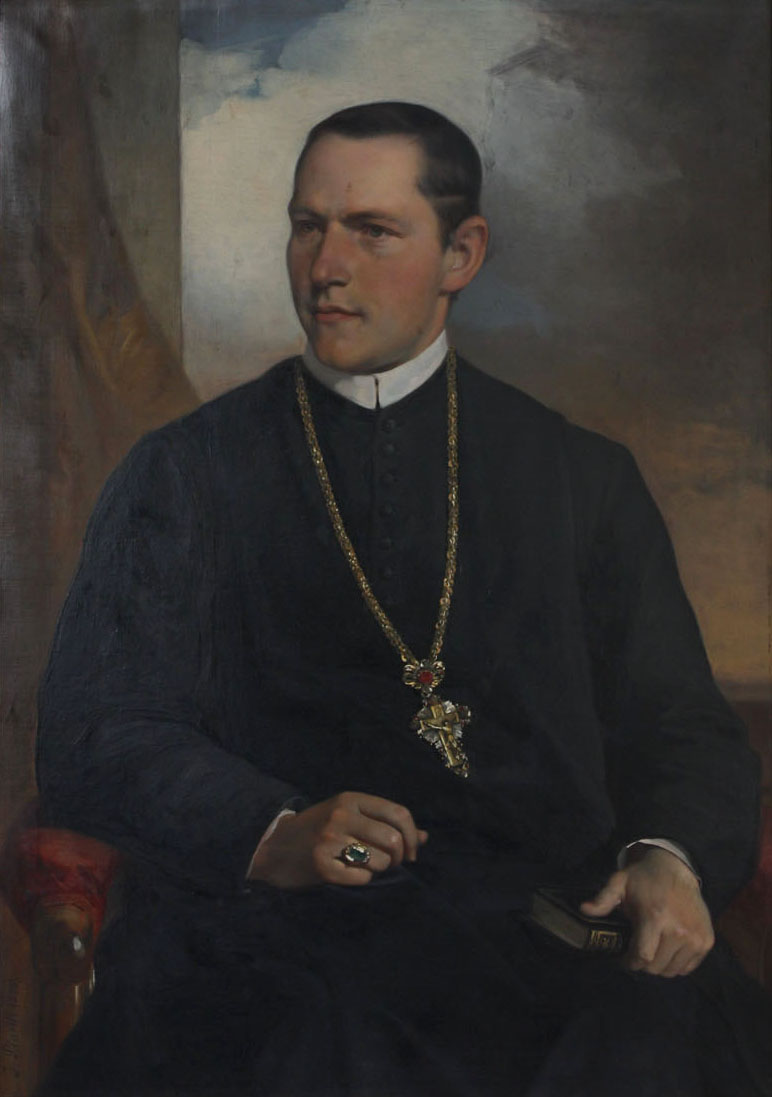
Abt Albert Wildauer, Ölgemälde von Josef Plank, 1877

Albert Wildauer OSB (* 28. September 1841 in Fügen als Joachim Wildauer; † 18. April 1915) war ein österreichischer katholischer Geistlicher und von 1875 bis zu seinem Tod Abt des Stifts Fiecht.

## Leben
Joachim Wildauer machte die Matura am Akademischen Gymnasium in Innsbruck und studierte Rechtswissenschaften an der Universität Innsbruck, wo er 1862 Mitglied des Corps Rhaetia wurde. 1863 brach er sein Studium ab und trat unter dem Ordensnamen Albert in das Benediktinerkloster Fiecht ein. Im Dom zu Salzburg wurde er 1866 zum Priester geweiht. 1875 wurde er im Alter von 34 Jahren als Nachfolger von Pirmin Pockstaller zum Abt gewählt.
Wildauer macht das Kloster zu einem Zentrum geistlicher, wissenschaftlicher und wirtschaftlicher Aktivität. Besondere Verdienste erwarb er sich um den Zusammenschluss der österreichischen Benediktinerstifte und um die Klosterschule. Er war aber auch ein bedeutender Förderer von Wirtschaft und Tourismus. Er erreichte, dass das seit dem 12. Jahrhundert bestehende, aber immer wieder von den Landesfürsten für sich beanspruchte Eigentumsrecht am Achensee von Kaiser Franz Joseph I. uneingeschränkt anerkannt wurde und ließ an seinen Ufern Hotels errichten. 1887 schaffte er Dampfschiffe und 1912 ein Motorschiff für den See an. 1897 ließ er in Fiecht ein kleines Elektrizitätswerk errichten, dem 1898 zwei weitere in St. Georgenberg und Pertisau folgten. Als Mitglied des Tiroler Landtags war Wildauer auch politisch aktiv. Er starb 1915 und wurde auf dem Fiechter Klosterfriedhof beigesetzt. Zu seinem Nachfolger als Abt wurde Josef Hagmann gewählt.

## Auszeichnungen
Für sein Wirken wurde Wildauer vielfach ausgezeichnet. Er erhielt die Inful und bekam den päpstlichen Orden Pro Ecclesia et Pontifice. Außerdem war er Komtur des Franz-Joseph-Ordens mit Stern.